# Вишньовка (Бугурусланський район)
Вишньо́вка (рос. Вишнёвка) — селище у складі Бугурусланського району Оренбурзької області, Росія.

## Населення
Населення — 178 осіб (2010; 260 у 2002).
Національний склад (станом на 2002 рік):
- росіяни — 51 %